# Route nationale 34 (Madagascar)
Pour les articles homonymes, voir Route nationale 34.
La route nationale 34 (N 34) est une route nationale s'étendant de Antsirabe jusqu'à Malaimbandy à Madagascar .

## Description
La route N 34 parcourt 456 kilomètres dans les régions de Menabe et de Amoron'i Mania.

## Parcours
D'Est en ouest:
- Antsirabe - (croisement de la RN 7 (Antananarivo-Tulear)
- Mandoto
- Andohanankivoka
- Miandrivazo
- Ambatolahy
- Malaimbandy - (croisement de la  RN35 menant à  Morondava et Ambositra)